# Sainte-Geneviève-des-Bois, Essonne
Sainte-Geneviève-des-Bois je južno predmestje Pariza in občina v osrednjem francoskem departmaju Essonne regije Île-de-France. Leta 1999 je naselje imelo 32.125 prebivalcev.

## Geografija
Naselje leži v osrednji Franciji 9 km zahodno od Évryja in 23 km od središča Pariza.

## Administracija
Sainte-Geneviève-des-Bois je sedež istoimenskega kantona, del okrožja Palaiseau.

## Zanimivosti
- grajski stolp donjon iz 14. stoletja
- ruska ortodoksna cerkev Notre-Dame de-l'Assomption s pokopališčem, kjer so pokopani člani carske družine Romanov, princ Feliks Jusupov, baletnik Rudolf Nurejev, režiser Andrej Tarkovski,...